# Szczerzec

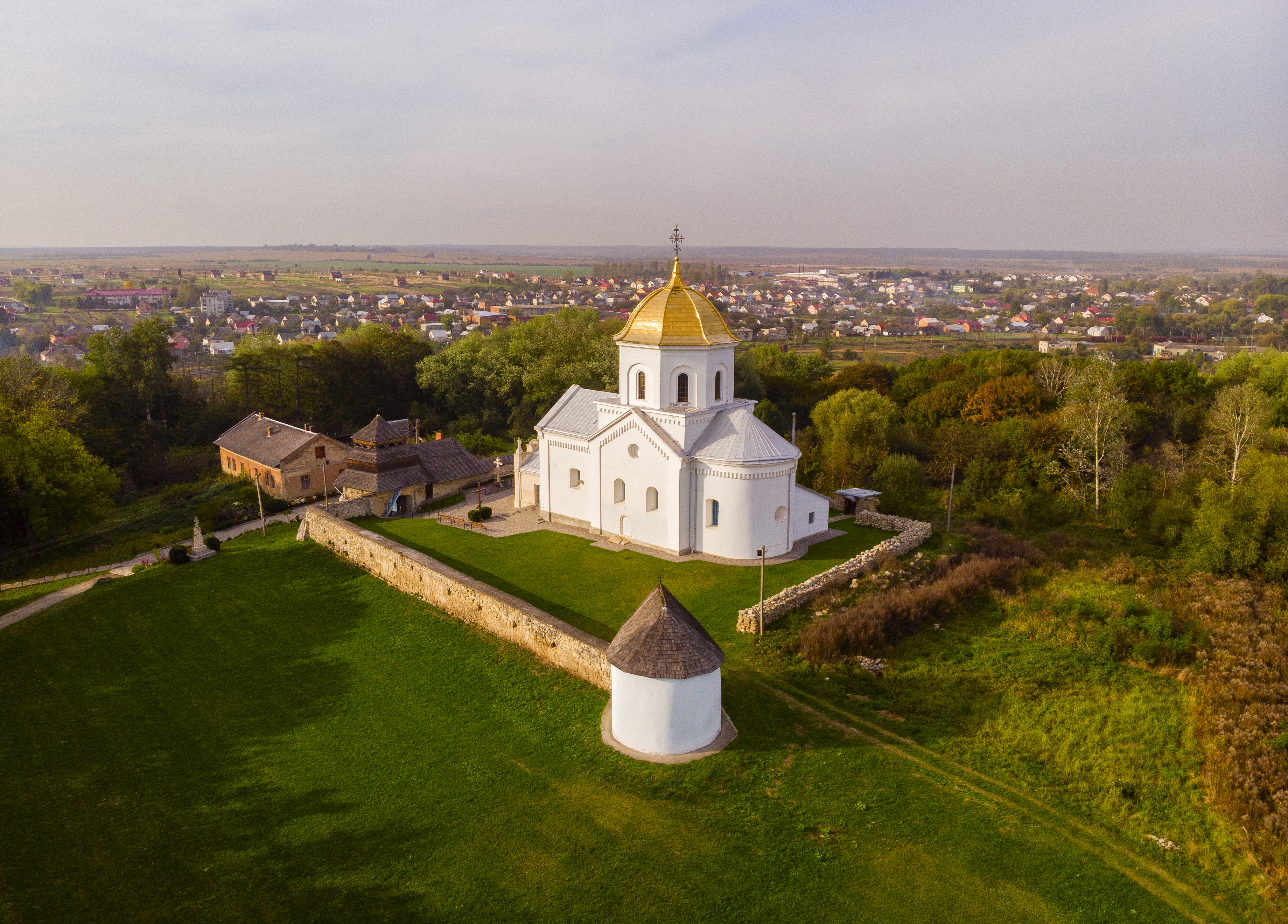
Cerkiew pw. Narodzenia Bogurodzicy

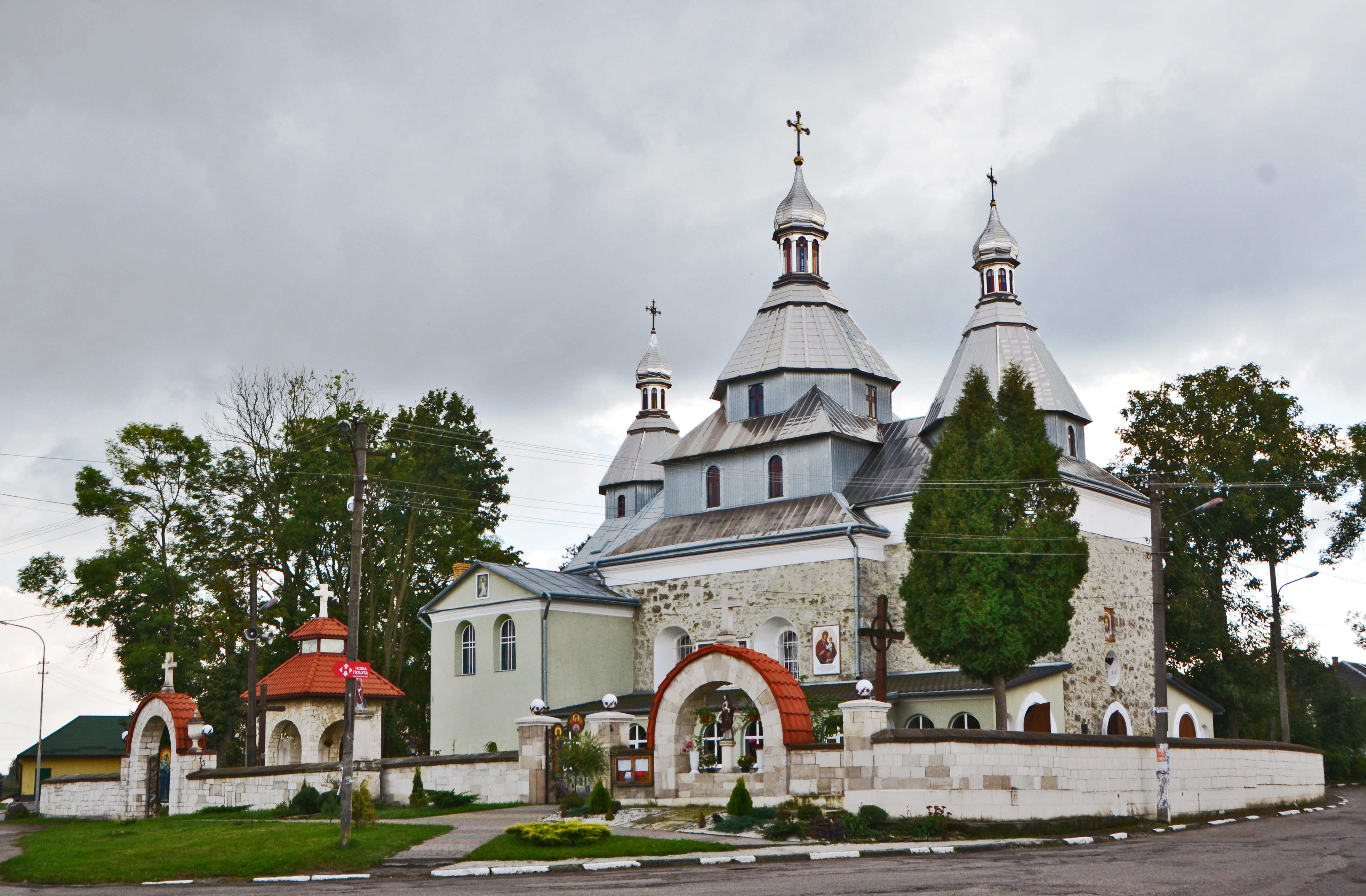
Cerkiew pw. św. Trójcy z XVI w.

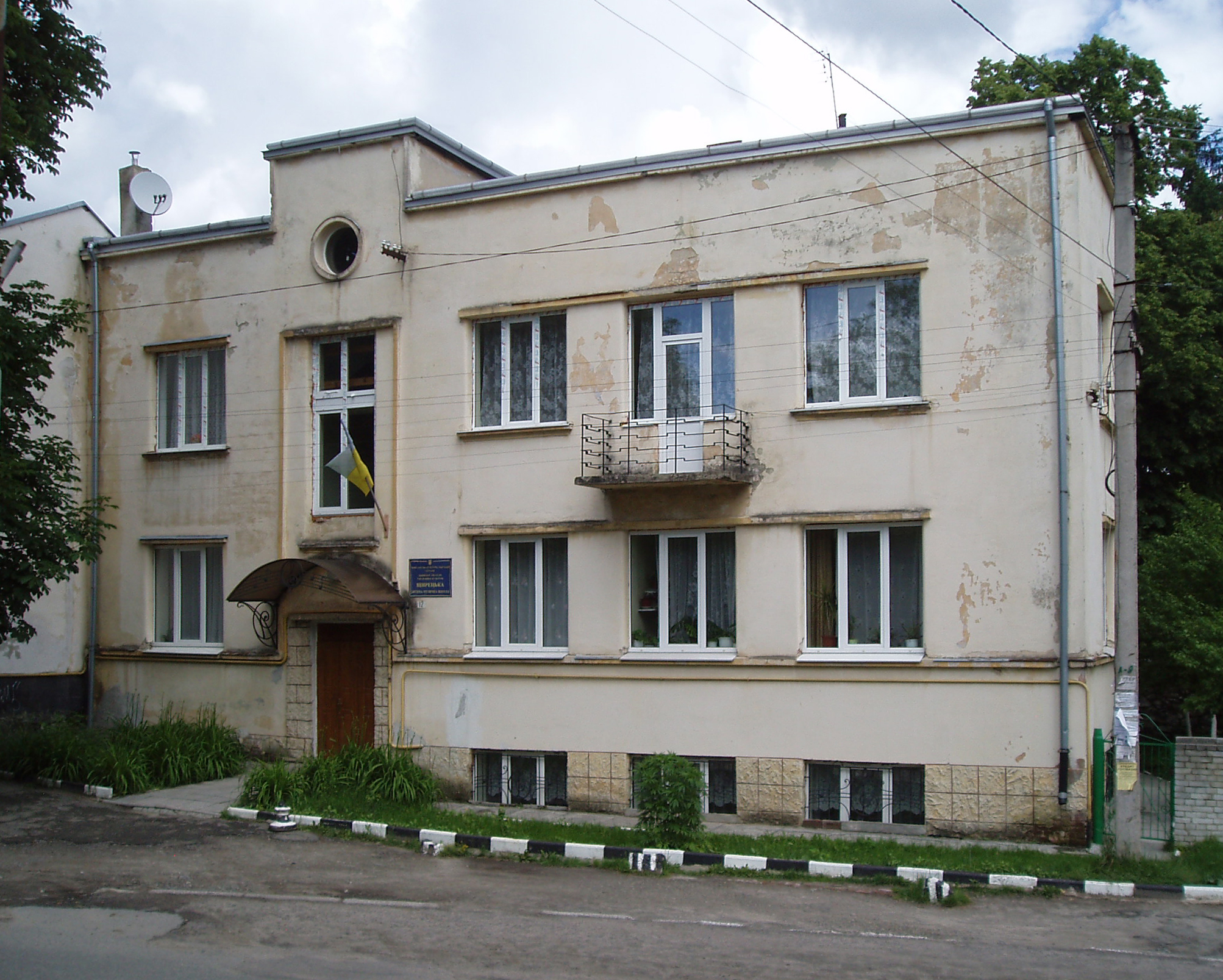
Dom w stylu modernizmu lat 30. przy Rynku w Szczercu

Szczerzec (ukr. Щирець) – osiedle typu miejskiego w rejonie lwowskim (do 2020 roku w rejonie pustomyckim) obwodu lwowskiego Ukrainy nad potokiem Szczerek; 5659 mieszkańców (2022), w 2001 było ich 5496.
Znajdują tu się stacja kolejowa Szczerzec II oraz przystanek kolejowy Szczerzec I, położone na linii Lwów – Stryj – Batiowo.
W granicach Szczerca znajdują się dawniej odrębne wsie Ostrów, Zagródki i Rosenberg.

## Historia
Najprawdopodobniej już w XII wieku istniał tutaj ruski gród warowny, który został zniszczony podczas najazdów tatarskich w XIII w.
W 1391 r. Jan Tarnowski (zm. 1409), wojewoda sandomierski i starosta ruski ufundował parafię katolicką, a w 1397 miejscowość otrzymała prawa miejskie z rąk króla Polski Władysława Jagiełły.
W XVI i XVII wieku miejscowość kilkakrotnie była niszczona przez najazdy tatarskie, oraz przez wielki pożar w 1638 roku. W tym okresie Szczerzec zasłynął z wyrobu gipsu i wapna.
W 1772 w wyniku I rozbioru Polski miasto (należące wtedy do Potockich) weszło w skład Galicji. W XIX wieku działały tutaj kamieniołomy i wytwórnia gipsu.
4 listopada 1937 została ustalona nowa nazwa dla miejscowej placówki edukacyjnej: Publiczna Szkoła Powszechna I stopnia im. 19 P. P. Odsieczy Lwowa w Szczercu.
W czerwcu 1941 roku około trzydziestu więźniów zostało zamordowanych przez NKWD w Szczercu, a ich zwłoki ukryto w stodole miejscowego probostwa. Pod okupacją niemiecką w Polsce Szczerzec został pozbawiony praw miejskich, stając się siedzibą wiejskiej gminy Szczerzec. Niemcy wywieźli prawie całą ludność żydowską do obozu zagłady w Bełżcu. 2 kwietnia 1944 roku miejscowość została napadnięta przez nacjonalistów ukraińskich, którzy zamordowali kilkudziesięciu Polaków.
W latach 1940–1941 i 1944–1959 siedziba rejonu szczerzeckiego.
Obecnie Szczerzec jest jednym z większych skupisk ludności polskiej, działa tutaj oddział Towarzystwa Kultury Polskiej Ziemi Lwowskiej.

## Zabytki
- kościół rzymskokatolicki pw. św. Stanisława, murowany o charakterze obronnym, najprawdopodobniej z przełomu XIV/XV wieku, czynny nieprzerwanie przez cały okres po II wojnie światowej. Proboszczem tutejszej parafii w latach 1929–1953 był ks. Ludwik Zawada. W 1955 r. funkcję tę przejął ks. Ludwik Seweryn, który przyjechał tu po odbyciu 10-letniego wyroku w łagrach na Syberii[7]. Nad wejściem do kościoła marmurowa tablica z 1934 roku upamiętniająca 500-tną rocznicę śmierci Władysława Jagiełły, nieco wyżej druga tablica z 1910 roku z czarnego marmuru upamiętniająca 500-tną rocznicę bitwy pod Grunwaldem. We wnętrzu kościoła znajduje się niemal kompletne przedwojenne wyposażenie, oraz wmurowana w 1996 roku tablica upamiętniająca generała Stanisława Maczka
- cerkiew pw. św. Trójcy z XVI wieku, z przylegającą do niego XVI wieczną drewnianą dzwonnicą
- cerkiew pw. Narodzenia Bogurodzicy, najprawdopodobniej z XVI wieku, po raz pierwszy odbudowana w 1662 po najazdach tatarskich, obecny wygląd otrzymała w 1892, gruntownie odnowiona ze składek dobroczynnych w latach 30 XX wieku ze niszczeń wojennych. Położona na wschód od Szczerca na wzgórzu nad ul. Zolotohirską do Piasek.
- cmentarz katolicki, założony najprawdopodobniej z końcem XVIII wieku

W dwudziestoleciu międzywojennym w Szczercu istniał pomnik wystawiony przez architekta A. Stobieckiego, upamiętniający poległych Polaków podczas Wielkiej Wojny.

## Miasta partnerskie
- Kamienna Góra – od 2018 r.

## Urodzeni w Szczercu
- Józef Antoniak – polski dowódca wojskowy, kapitan Wojska Polskiego, uczestnik wojny polsko-bolszewickiej i obrony z września '39,
- Hryhorij Maciejko – działacz Organizacji Ukraińskich Nacjonalistów, zabójca ministra Bronisława Pierackiego,
- Stanisław Maczek – polski dowódca wojskowy, generał broni Wojska Polskiego,
- Josef Theomim – rabin Frankfurtu nad Odrą, uczony.

## Starostowie szczerzeccy
- Jerzy Jan Wandalin Mniszech
- Anna Ludwik de La Grange d’Arquien
- Aleksander Jan Potocki
- Józef Potocki